# Sant Maurici de la Quar
Sant Maurici de la Quar är en ort i Spanien.   Den ligger i provinsen Província de Barcelona och regionen Katalonien, i den östra delen av landet, 500 km öster om huvudstaden Madrid. Sant Maurici de la Quar ligger 912 meter över havet och antalet invånare är 900.
Terrängen runt Sant Maurici de la Quar är huvudsakligen kuperad. Sant Maurici de la Quar ligger uppe på en höjd. Runt Sant Maurici de la Quar är det mycket glesbefolkat, med 5 invånare per kvadratkilometer. Närmaste större samhälle är Berga, 10,2 km väster om Sant Maurici de la Quar. I omgivningarna runt Sant Maurici de la Quar växer i huvudsak blandskog.